# کلوستربورن
کلوستربورن (به هلندی: Kloosterburen) یک منطقهٔ مسکونی در هلند است که در ده‌مارنه واقع شده‌است.